# Anni 1770
Gli anni 1770 sono il decennio che comprende gli anni dal 1770 al 1779 inclusi.

## Eventi, invenzioni e scoperte
- 29 aprile 1770 - Il capitano britannico James Cook con la HM Bark Endeavour sbarca sulla costa orientale della Terra Australis nella zona da lui chiamata Botany Bay.
- Il 4 luglio 1776 a Filadelfia viene ratificata la Dichiarazione d'indipendenza degli Stati Uniti d'America.

## Personaggi
- Ludwig van Beethoven